# Joanna Zachoszcz
Joanna Zachoszcz (ur. 17 kwietnia 1993 w Połczynie-Zdroju) – polska pływaczka, uczestniczka igrzysk olimpijskich w Rio de Janeiro.

## Kariera

### Początki
Wychowanka Znicza Koszalin, studiuje prawo na Uniwersytecie Warmińsko-Mazurskim w Olsztynie.

### Sukcesy
| Rok  | Impreza                                | Dystans | Miejsce |
| ---- | -------------------------------------- | ------- | ------- |
| 2015 | Uniwersjada                            | 10 km   | 6       |
| 2016 | Mistrzostwa Europy na wodach otwartych | 10 km   | 12      |
| 2016 | Igrzyska olimpijskie                   | 10 km   | 22      |

## Źródła
- Profil w serwisie olympic.org
- https://web.archive.org/web/20161018081125/http://sport.tvp.pl/rio/26284279/zachoszcz-joanna
- Profil w serwisie ig24.pl. ig24.pl. [zarchiwizowane z tego adresu (2016-08-01)].
- http://sportowefakty.wp.pl/rio-2016/622910/rio-2016-zloto-na-otwartym-akwenie-dla-holandii-dramat-francuzki-joanna-zachoszc
- http://www.gk24.pl/sport/rio-2016/a/joanna-zachoszcz-22-w-rio-de-janeiro,10517570/